# Igreja Unida na Jamaica e nas Ilhas Cayman
A Igreja Unida na Jamaica e nas Ilhas Cayman (IUJIC) (em inglês:  United Church in Jamaica and the Cayman Islands), é uma denominação protestante unida na Jamaica e nas Ilhas Cayman, fundada em 1992 pela fusão da Igreja Unida na Jamaica e Grande Caimã e Discípulos de Cristo na Jamaica.

## História

### Denominações antecessoras
Em 1800, a Sociedade Missionária Escocesa, da Igreja da Escócia, iniciou seus trabalhos na Jamaica. A partir de 1824, o trabalho missionário foi realizado em grande escala nas fazendas de açúcar. Com a libertação dos escravos, em 1838, cerca de 300.000 pessoas foram libertadas. Dez anos depois, o primeiro Sínodo da Igreja Presbiteriana da Jamaica foi realizado.
As igrejas congregacionais foram formadas por meio das atividades da Sociedade Missionária de Londres, a partir de 1834. Com praticamente nenhum recurso financeiro ou de mão de obra, logo surgiu uma grave crise. Apelos foram feitos à União Congregacional da Inglaterra e País de Gales e ao Conselho Congregacional Internacional. Isso resultou na Sociedade Missionária Colonial assumindo a responsabilidade pelo apoio financeiro e pela provisão de ministros da Grã-Bretanha. A igreja começou a crescer novamente e o progresso subsequente levou à retirada gradual da Sociedade Missionária de Londres e à formação da União Congregacional da Jamaica em 1877.
A missão jamaicana dos Discípulos de Cristo começou em 1839. Entre 1870 e 1950 o movimento cresceu consideravelmente. Cerca de 30 congregações foram estabelecidas durante esse tempo, como novas igrejas ou como resultado da cooperação com conexões batistas ou metodistas. A igreja ganhou autonomia na década de 1950.

### Fusões
Em 1965, a Igreja Presbiteriana da Jamaica e Grand Cayman e a União Congregacional da Jamaica se fundiram para formar a Igreja Unida da Jamaica e Grande Caimã.
A esta última juntaram-se, em 1992, os Discípulos de Cristo na Jamaica, para constituir a Igreja Unida na Jamaica e nas Ilhas Cayman.
Em 2006, a denominação informou ao Conselho Mundial de Igrejas que tinha cerca de 60.000 membros, em 204 igrejas, com 86 pastores.
Em 2025, o site da denominação informava que ela tinha 194 igrejas e 14.000 membros.

## Doutrina
A denominação está completamente ligada à Tradição Reformada, visto que todas as suas denominações antecessoras estavam vinculadas à mesma tradição. A denominação se destaca por permitir a ordenação de mulheres.

## Relações intereclesiásticas
A denominação é membro do Conselho Mundial de Igrejas, da Comunhão Mundial das Igrejas Reformadas e Conselho Consultivo Ecumênico dos Discípulos.